# Świetlik gajowy
Świetlik gajowy, świetlik zwarty (Euphrasia nemorosa (Pers.) Wallr.) – gatunek rośliny należący do rodziny zarazowatych (Orobanchaceae). Roślina pasożytnicza, zaliczana do półpasożytów, zdolna do przeprowadzania fotosyntezy. Jako gatunek rodzimy występuje w Europie, z wyjątkiem południowej części kontynentu, ponadto został zawleczony do północnej części Ameryki Północnej (Kanady i północnych stanów Stanów Zjednoczonych. W Polsce rośnie w rozproszeniu na terenie całego kraju.

## Morfologia

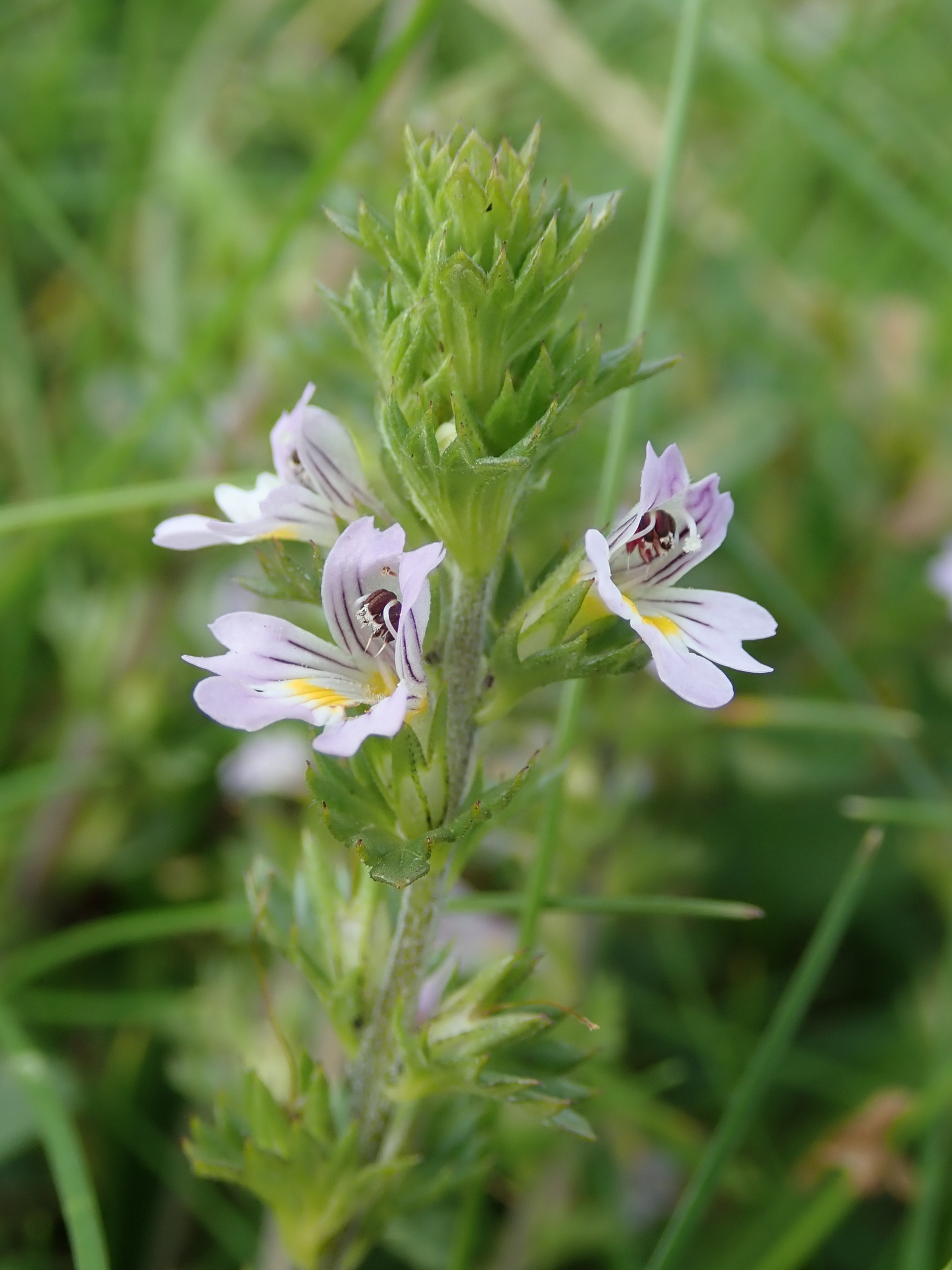
Kwiaty

ŁodygaDo 40 cm wysokości, gałęzista, z krótkimi, licznymi międzywęźlami.
LiścieJajowate lub jajowatolancetowate, ząbkowane, nagie.
KwiatyBiaławe, długości 4-6 mm. Warga górna niebiesko znaczona. Warga dolna z żółtą plamą i ciemnymi prążkami. Szyjka słupka odgięta w dół.
OwoceTorebki pokryte delikatnymi, prostymi szczecinkami.

## Biologia i ekologia
Roślina jednoroczna. Rośnie na łąkach i wrzosowiskach. Kwitnie od sierpnia do października. Gatunek charakterystyczny niżowych muraw bliźniczkowych ze związku Violion caninae.

## Zmienność
W ramach gatunku wyróżnia się dwa podgatunki:
- Euphrasia nemorosa subsp. nemorosa – podgatunek nominatywny, występujący w całym zasięgu gatunku;
- Euphrasia nemorosa subsp. coerulea (Tausch) Hartl – wyodrębniany też w randze osobnego gatunku jako świetlik błękitny E. coerulea Hoppe & Fürnr.[7], występujący w krajach karpackich (Rumunia, Ukraina, Słowacja, Czechy i Polska).

## Ochrona
Roślina umieszczona na Czerwonej liście roślin i grzybów Polski (2006), w grupie gatunków rzadkich (kategoria zagrożenia R).